# Greifswalder Tor

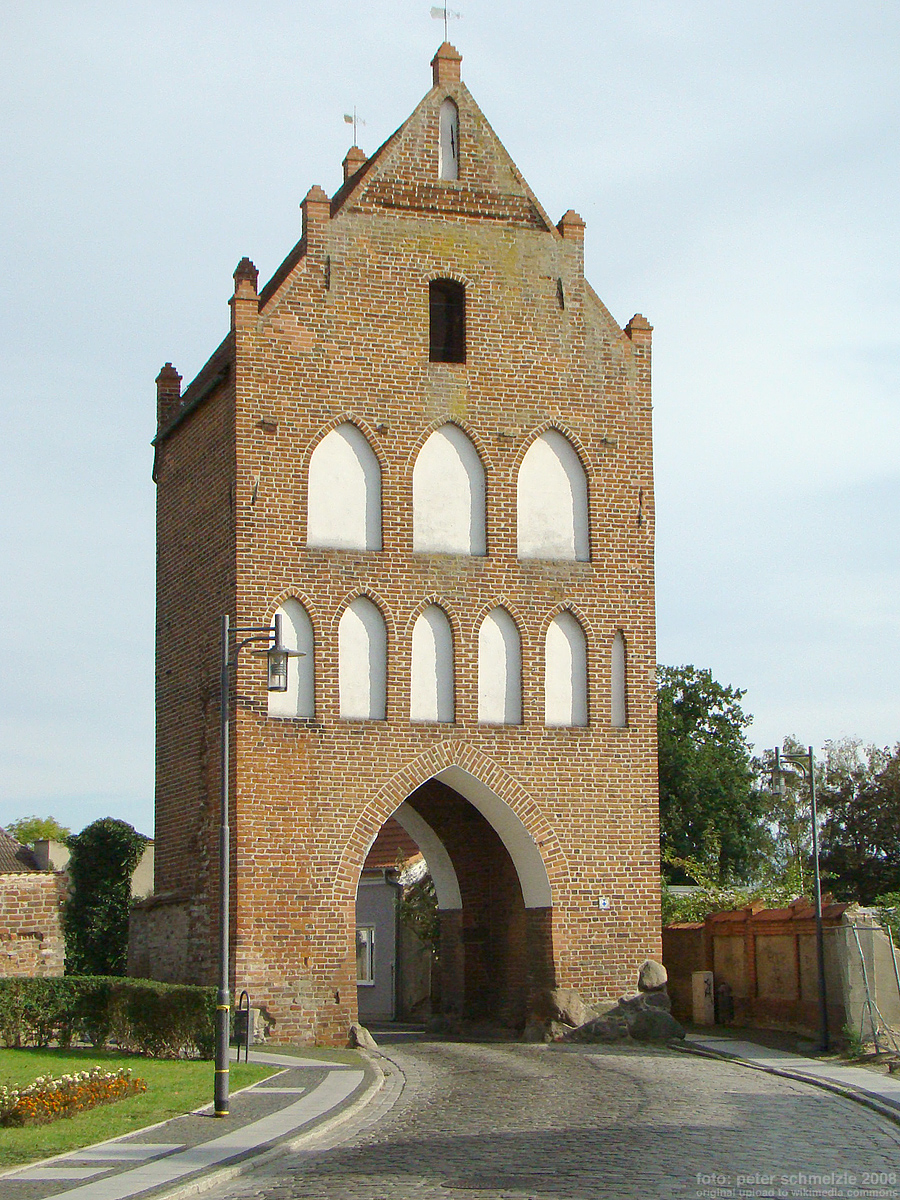
Das Greifswalder Tor von der Langen Straße (Stadtseite) aus gesehen

Das  Greifswalder Tor, früher auch Loitzer Tor, in Grimmen ist eines der drei noch vorhandenen Tore der Wehranlage, welche die Stadt umgab. Das frühgotische viergeschossige Backsteintor ruht auf einem Feldsteinsockel und sicherte die Straße nach Greifswald und Loitz. Das Tor ist 8,09 Meter breit und 6,24 Meter tief. Es verfügt auf der Landseite über mehrere markante Putzblenden. Der  etwa 21,4 Meter hohe Bau wurde vermutlich in der zweiten Hälfte des 14. Jahrhunderts errichtet. Um das Jahr 1800 zerstörte ein Blitzschlag den oberen Teil des Tores. Es wurde aus finanziellen Gründen nur unvollständig, deutlich niedriger und ohne Staffelgiebel, wiederhergestellt. Das Gebäude hat eine spitzbogige Toröffnung mit Tonnengewölbe.
1932 entdeckte man bei Fundamentarbeiten am Wasserturm Teile eines gotischen Torbogens mit einer vermauerten Öffnung. In rund 4,25 Metern Tiefe stieß man darüber hinaus auf ein Feldsteinfundament. Experten gingen zunächst davon aus, dass es sich um einen Vorgängerbau des Tors handele. Dies hätte zur Folge, dass der Verlauf der Langen Straße ursprünglich direkt zum alten Tor geführt haben müsste. Weitere Untersuchungen sowie jüngere Grabungsfunde in den Jahren 2000 und 2001 zeigten jedoch, dass die Fundamente rund 100 Jahre jünger waren als das bestehende Greifswalder Tor. Somit müssen diese Reste zum Schloss und dessen Befestigung gehört haben. Dafür spricht auch, dass in der ersten Hälfte des 18. Jahrhunderts die Lange Straße vor dem Tor in einer Freifläche mündete, auf der eine Kapelle stand. Nach ihrem Abriss wurde auch dieses Gebiet um den Schlossberg bebaut.
Das Tor wurde 1980 umfassend saniert. 
Koordinaten: 54° 6′ 44,4″ N, 13° 2′ 52″ O